# Arsames
Arsames (tiếng Ba Tư cổ: Aršâma - khoảng 520 TCN) là con của Ariaramnes, đồng thời là ông nội của Darius Đại đế. Có lẽ ông đã cai trị Ba Tư trong khoảng thế kỷ VI trước Công Nguyên, trước khi giao lại ngai vàng cho Cyrus Đại đế.
Theo một bi văn ở cung điện hoàng gia Susa, ông đã còn sống để chứng kiến sự lên ngôi của cháu nội mình năm 520 TCN.
Arsames có ít nhất ba người con, nhưng chúng ta chỉ biết được tên hai người con của ông ta, đó là: Hystapes - cha của Darius Đại đế, Pharnaces - người thủ quỹ của Darius I.